# Classe Kimon
La Grecia, tra il 1991 e il 1992 pose rimedio alla mancanza di navi per la difesa missilistica di zona, e dopo avere rinunciato ad una trattativa per l'acquisto di quattro Kidd acquistò invece quattro Adams che erano stati nel frattempo posti in disarmo dall'United States Navy.

## Unità
- HS Kimon (D-218) (ex USS Semmes) - Entrata in servizio nella marina ellenica il 13 settembre 1991, dopo che gli Stati Uniti l'avevano dismessa il 14 aprile 1991 è andata in disarmo il 17 giugno 2004.
- HS Nearchos (D-219) (ex USS Waddell) - Entrata a far parte della marina greca dopo essere stata messa in disarmo il 1º ottobre 1992 dalla US Navy nelle cui file la sua bandiera di guerra era stata decorata due volte durante la guerra del Vietnam.
- HS Formion (D-220) (ex USS Joseph Strauss) - Entrata a far parte della marina greca dopo essere stata messa in disarmo il 1º ottobre 1992 dalla US Navy.
- HS Themistocles (D-221) (ex USS Berkeley) - Entrata a far parte della marina greca dopo essere stata dismessa il 1º ottobre 1992 dalla US Navy, è stata dai greci messa in disarmo il 18 febbraio 2002 e venduta per demolizione il 19 febbraio 2004.